# Lluís María Andreu Marfà
Lluís María Andreu Marfà, més conegut com a Lluís Andreu (Barcelona, 1934 - Barcelona, 6 d'abril de 2014) va ser un músic i gestor cultural català.
Fou el director artístic del Gran Teatre del Liceu des del 1981 fins al 1990. Abans de ser director artístic del Liceu, Lluís Andreu va debutar-hi com a baríton el 1956, tot i que la seva carrera com a solista va durar poc més de vint anys i, posteriorment, va treballar com a agent artístic.
Durant l'època de Lluís Andreu al capdavant del Liceu, van passar pel teatre grans figures de la lírica com Luciano Pavarotti, Alfredo Kraus, Plácido Domingo, Mirella Freni, Montserrat Caballé i Josep Carreras, entre d'altres. També va potenciar el Cor i l'Orquestra Simfònica del Gran Teatre del Liceu amb l'arribada d'Uwe Mund, Romano Gandolfi i Vittorio Sicuri.
El 1991 deixà el càrrec al capdavant del Liceu per a assumir la gestió artística del Teatre de la Maestranza de Sevilla. Des d'aquest lloc de responsabilitat va aconseguir el 1992 atraure per a la inauguració de l'Exposició Universal de Sevilla de 1992 a les millors veus del moment.